# Нагвареви (Душетский муниципалитет)
Нагвареви (груз. ნაღვარევი) — село в Грузии, на территории Душетского муниципалитета края (мхаре) Мцхета-Мтианети.

## География
Село находится в северо-восточной части Грузии, на правом берегу реки Белая Арагви, на расстоянии приблизительно 36 километров (по прямой) к северо-западу от города Душети, административного центра муниципалитета. Абсолютная высота — 1275 метров над уровнем моря.

## Население
По результатам официальной переписи населения 2014 года в Нагвареви проживало 55 человек (32 мужчины и 23 женщины). В национальной структуре населения грузины составляли 98,2 %.
| Год  | Население, человек |
| ---- | ------------------ |
| 2002 | 61                 |
| 2014 | ↘ 55               |